# Pär Bergman
Pär Bergman, född 2 juni 1933 i Motala församling, Östergötlands län, död 10 juli 2023, var en svensk lärare, litteraturhistoriker och översättare. Åren 1962–1998 var han lektor i svenska och historia vid Rudbecksskolan i Sollentuna. Hans enda översättning är ett storverk, den kinesiska 1700-talsromanen Drömmar om röda gemak av Cao Xueqin, utgiven av Atlantis i fem band 2005–2011.

## Priser och utmärkelser
- 1993 – Svenska Akademiens svensklärarpris
- 2010 – Eric och Ingrid Lilliehööks stipendium
- 2011 – Letterstedtska priset för översättningen av Cao Xueqins Drömmar om röda gemak